# John Pearson (football)
Pour les articles homonymes, voir John Pearson et Pearson.
John Hargreaves Pearson dit Jackie Pearson, né le 25 janvier 1868 à Crewe et mort le 22 juin 1931, était un footballeur et arbitre anglais de football. Il travailla au sein de la London and North Western Railway, qui devient en 1923 la London, Midland and Scottish Railway. Il arrêta de travailler en 1930.

## Carrière de joueur
En tant qu'attaquant, John Pearson fut international anglais à une occasion le 5 mars 1892, à Belfast, contre l'Irlande, dans le cadre du British Home Championship 1892 (que l'Angleterre remporta), qui se solda par une victoire anglaise (2-0). Il n'inscrivit aucun but. Il est le premier joueur international de Crewe Alexandra FC, club où il joua entre 1886 et 1895.

## Carrière d'arbitre
En tant qu'arbitre, il fut, lors des JO de 1908, arbitre du match pour la médaille de bronze, puis l'arbitre de la finale de la Coupe d'Angleterre de football 1910-1911. Il arrêta sa carrière en 1914.